# Nazan Kesal
Nazan Kesal   (Köprübaşı, 28 de març de 1969) és una actriu turca. El 2004 va treballar com a directora i actriu al Teatre Estatal de Diyarbakır. L'artista va treballar al Teatre Estatal de Bursa a principis de 2004, i també va treballar en companyies privades com Ankara Sanatevi Theatre, Theatre Mirror, Theatre Istanbul i Diyarbakir Art Center.

## Teatre
- Yaralarım Aşktandır  : Şebnem İşigüzel - 2019
- You Shall Give Me Grandsons  : Thomas Jonigk - 2016
- Özgürlük Oyunu  : Adam Atar - Bursa State Theatre - 2010
- Karşılaşmalar  : Can Utku - Teatre Estatal de Bursa - 2009
- Hitit Sun  : Turgay Nar - Bursa State Theatre - 2005
- La casa de Bernarda Alba  : Federico Garcia Lorca - Bursa State Theatre - 2004
- 8 Mart Dünya Kadınlar Günü kutlamaları, Centre d'art de Diyarbakır - 2003
- Mikado'nun Çöpleri  : Melih Cevdet Andday - Teatre Estatal de Diyarbakır - 2002
- Deli Dumrul  : Güngör Dilmen - Teatre Estatal de Diyarbakır - 2001
- Pau  : Aristòfanes - Teatre Estatal de Diyarbakır - 2001
- Gözlerimi Kaparım, Vazifemi Yaparım  : Haldun Taner - Teatre Estatal de Diyarbakır - 2000
- Şahmeran  : Nazım Hikmet - Teatre Estatal de Diyarbakır - 1999
- Somni d'una nit d'estiu  : William Shakespeare - Teatre estatal de Diyarbakır - 1999
- Yolcu  : Nazım Hikmet - Teatre Estatal de Diyarbakır - 1998
- Funciona en família  : Ray Cooney - Teatre estatal de Diyarbakır - 1997
- Tartuffe  : Moliere - Teatre Estatal de Diyarbakır - 1997
- Burnunu Kaybeden Palyaço  : Nil Banu Engindeniz - Teatre Estatal de Diyarbakır - 1997
- Düdükçülerle Fırçacıların Savaşı  : Aziz Nesin - Teatre Estatal de Diyarbakır - 1997
- Lily & Lily  : Pierre Barillet - Teatre Istanbul - 1996
- Ziyaretçi  : Tuncer Cücenoğlu - Theatre Ayna - 1995
- Rosa Lüksemburg  : Rekin Teksoy - Theatre Ayna - 1994
- Cam Bardaklar Kırılsın  : Adem Atar - Casa d'art d'Ankara - 1993

## Filmografia

### Cinema
- Kardeşim Benim - 2016
- Delibal - 2015
- Cercle  : Atıl İnaç - 2014
- Cabell  : Tayfun Pirselimoğlu - 2010
- Albatrosun Yolculuğu  : Cengis Temuçin Asiltürk - 2010
- Vicdan  : Erden Kıral - 2008
- Hüküm  : L. Rezan Yeşilbaş - 2008
- İklimler  : Nuri Bilge Ceylan - 2006 - Serap
- Uzak  : Nuri Bilge Ceylan - 2002 - Serap
- Yazgı  : Zeki Demirkubuz - 2001 - Patron Kızı
- İstanbul Kanatlarımın Altında  : Mustafa Altıoklar - 1996 - Fahişe
- Bir Sonbahar Hikayesi  : Yavuz Özkan - 1994
- Kiralık Ev  : 1994
- Waldo, Sen Neden Burda Değilsin  : 1993
- Biri Aida Digeri Zeliha  : 1992
- Cazibe Hanımın Gündüz Düşleri  : İrfan Tözüm - 1992 - Komşu Kadın
- Gölge Oyunu  : Yavuz Turgul - 1992 - Sezen

### Sèrie de televisió
- Oğlum - 2022 - Canan
- Bir Zamanlar Çukurova - 2020–2021 - Sevda Çağlayan
- Çocuk - 2019–2020 - Asiye Karasu
- Halka - 2019 - Hümeyra Karabulut
- Fazilet Hanım ve Kızları - 2017–2018 - Fazilet Çamkıran
- Analar ve Anneler - 2015 - Muazzez
- Bugünün Saraylısı : Kudret Sabancı - 2014 - Üftade
- Kayıp Şehir  : Cevdet Mercan - 2012 - Meryem
- Bir Ömür Yetmez  : İlksen Başarır - 2011 - Şükran
- Aşk ve Ceza  : Kudret Sabancı - 2010 - Sevgi
- Hicran Yarası  : Nursen Esenboğa - 2009 - Hicran
- Cennetin Çocukları  : Faruk Teber - 2008 - Mevlüde
- Şölen  : Cemal Kavsar - 2007 - Süreyya
- Rüzgarlı Bahçe  : Metin Günay - 2005 - Gülten
- Aliye  : Kudret Sabancı - 2004 - Nermin
- Yadigar  : Hakan Gürtop - 2004 - Kezban
- Mühürlü Güller  : Hakan Gürtop - 2003
- Berivan  : Temel Gürsu - 2002
- Şara  : Orhan Oğuz - 1999
- Bizim Aile  : Kartal Tibet - 1995
- Öykülerle Yaşayanlar  : Tülay Eratalay - 1994 - Dagır Dilsiz Kadın
- Tatlı Betüş  : Atıf Yılmaz - 1993
- Süper Baba  : Osman Sınav - 1993

## Premis
- 2006 - 43è Antalya Golden Orange Film Festival - Premi a la millor actriu secundària (İklimler)
- 2011 - 30è Festival Internacional de Cinema d'Istanbul - Premi a la millor actriu (cabell)
- 2014 - 25è Festival Internacional de Cinema d'Ankara - Premi a la millor actriu (Cercle)